# سیستان ایران
مناطق سیستانی‌نشین یا سیستان ایران یا سیستان غربی بخشی از سرزمین سیستان بزرگ است، که امروزه در کشور ایران قرار دارد. سیستان ایران شامل بخش‌های شمالی استان سیستان و بلوچستان ، بخش‌های جنوبی استان خراسان جنوبی است.

## تاریخ
سیستان منطقه‌ای است که قدمت سکونت در آن به دوران اساطیری ایران بازمی‌گردد. سرزمین هلمند یا سیستان در پاره‌های ۱۳ و ۱۴ نخستین فصل وندیداد (اوستا) به عنوان یازدهمین سرزمین نیک که اهورامزدا آفریده، یاد شده‌است.
طبق متون اساطیری گرشاسب پسر اثرت بن شهر بن کورنگ بن بیداسب بن تور بن جمشیدالملک بن نونجهان بن اینجد بن اوشهنگ بن خراوک بن سیامک بن موسی بن کیومرث سیستان را بنا کرده‌است.
وی در صدد بود شهری بنا کند که ضحاک نتواند بدان دست یابد، زیرا وی در جهانگشایی‌هایش دست به کشتار و ویرانی می‌زد،
تا اینکه به هنگام سفر، با رسیدن به این منطقه و مشاهده درختان انار و خرما، رغبت به بنای شهر در این ناحیه نمود.
.بنا بر نقل‌های اساطیری فاصله میان ساخت سیستان تا ظهور اسلام چهار هزار و اندی سال می‌باشد.
سرزمین اولیه سیستان دورتر از محل کنونی در محدوده‌ای میان کرمان و سیستان امروزی قرار داشت که «رام شهرستان» و «ابرشهریار»نامیده می‌شد. به علت تغییر مسیر رود هیرمند و تبدیل این منطقه به بیابان، مردم مجبور به ترک رام شهرستان و تأسیس شهر زرنگ شدند. با وجود مدفون شدن رام شهرستان در زیر شن‌های کویر، تا قرن چهارم برخی از ابنیه و خانه‌های آن پابرجا بوده‌است.
سیستان که در روزگار باستان شامل تمام مناطق شرق فلات ایران می‌شد و طبق متون تاریخی در دوران باستان منطقه تبت در ادوار طولانی، متعلق به امیران و حکام سیستانی بود، در دوران معاصر مطابق با عهدنامه پاریس و گلداسمیت به دو بخش سیستان ایران و افغانستان تقسیم گردید.
.در زمان باستان، بست، رخد، زمین داور، کابل و سواد آن، سفزار، بوزستان، لوالستان، غور و کشمیر از جمله شهرهای سیستان باستان بود.

## جغرافیا
سیستان بزرگ بعد از عهدنامهٔ پاریس و گلدسمید به سه بخش سیستان ایران و سیستان افغانستان تقسیم شده است که شهرستان‌های زابل، زهک، هیرمند، هامون، نیمروز سیستان ایران محسوب می‌شوند

## زبان
زبان فارسی با گویش سیستانی یکی از گویش‌های زبان فارسی است که مردم سیستانی به آن تکلم می‌کنند.
این گویش از یک سو بیشترین خویشاوندی واژگانی و دستوری را با گویش موجود و گذشته خراسانی و فراتر از آن با لهجه‌های مرده ماوراءالنهری و تاجیکی کنونی دارد و از سوی دیگر واژه‌های مشترک بسیار با زبان بلوچی دارد که با توجه به پیوندهای تاریخی و پیوستگی‌های جغرافیایی و مهاجرتهای قومی و خویشاوندی طایفه ای، امری طبیعی می‌باشد.
مردم  بلوچ   سیستانی به  زبان بلوچی  سخن می‌گویند.

### خاستگاه
زبان بلوچی  یک زبان از شاخه ی پهلوی و فارسی میانه است.
گویش سیستانی از لهجه‌های وابسته به زبان‌های ایرانی غربی و از شاخه جنوبی آن است که به گروه زبان‌های ایرانی تعلق دارند.
دکتر محمد معین در مقدمه کتاب برهان قاطع، گویشهای سگزی و زاولی را زیرمجموعه زبان‌های ایرانی قید کرده است.

### سابقهٔ تاریخی
فرهنگ‌نویسان، گویش سیستانی را یکی از چهار لهجه متروک پارسی یاد کرده‌اند. ابوریحان بیرونی در الصیدنه، چند لغت از زبان قدیم سیستانی آورده است.
بسیاری از واژگان سیستانی از هزار سال پیش تاکنون تفاوت چندانی نکرده است. اگرچه اصل زبان که احیاناً همان سگزی است، پیش از این منقرض شده و تنها گویش آن باقی مانده است.
یک سرود دینی به گویش سیستانی باقی مانده است که به اواخر دوره ساسانی نسبت داده می‌شود. سرود آتشکده کرکویه یکی از زیباترین سرودهای مذهبی زرتشتیان سیستان بوده است که به هنگام روشن کردن آتشگاهها، به آواز بلند خوانده می‌شده است.
| فُرخُتَه باذا، روش   |  | خنیده گرشسب، هوش  |
| همی پُراست، از جوش |  | انوش کُن می، انوش  |
| دوست بذ آگوش      |  | به آفرین نه، گوش  |
| همیشه نیکی، کوش   |  | که دی گذشت و، دوش |

## دین و مذهب
اکثریت مردم سیستانی مسلمان  سنی مذهب و شیعه مذهب هستند.
 بلوچ  های سیستانی  سنی مذهب  و  فارس  ها  شیعه مذهب  هستند. 
در میان سیستانی‌ها همچنین مردمی با مذاهب مسیحی، زرتشتی و زروانی نیز زندگی می‌کنند.

### مزدیسنا
به لحاظ مذهبی این منطقه نزد زردشتیان جایگاه ویژه‌ای دارد. آنها معتقدند سیستان یازدهمین سرزمین نیک است که توسط اهورامزدا آفریده شده است. با توجه به کتب زردشتی این منطقه نه تنها محل تولد خاندان کیانی بلکه محل ظهور سه موعود زردشتی است.
به همین علت آنها برای دریاچه‌های هامون و هیرمند ارزش ویژه‌ای قائل هستند. در وندیداد آمده است که موعودهای زردشتی از کنار دریاچهٔ کیانسیه (هامون) ظهور خواهند کرد. بنا به تفصیلی که در کتب پهلوی مندرج است ایزد نریوسنگ نطفه پیغمبر (موعودهای زرتشت) را به فرشته آب یعنی ناهید سپرد تا نگهداری کند و مادران آنها با نوشیدن آب این دریاچه فرزندان خود را به دنیا خواهند آورد. موعود اول، هوشیدر است که سی سال مانده به پایان سدهٔ دهم از هزارهٔ زرتشت از دوشیزه‌ای به نام نامیگ پد؛ دومین موعود هوشیدر ماه، سی سال مانده به پایان هزاره هوشیدر از دوشیزه‌ای دیگر به نام وه پد و سومین موعود مزدیسینی سوشیانت، سی سال مانده به پایان دهمین سده از هزاره هوشیدر ماه از دوشیزه‌ای پانزده ساله به نام گواگ پد که همگی از نسل زرتشت هستند متولد می‌شوند.
در دوره هخامنشیان، اشکانیان و ساسانیان سیستان بسیار آباد بوده و یکی از مهم‌ترین مراکز عمده دین زردشتی محسوب می‌شده است.
همچنین در بیان علت نبرد رستم و اسفندیار چنین آمده است که چون زرتشت دین مزدیسنا را آورد با نپذیرفتن این آیین توسط رستم، بین این دو جنگ واقع شد.
همچنین در عصر ساسانیان، سیستان به عنوان یکی از مراکز مسیحیان نسطوری معرفی گردیده است.

## فرهنگ

فرهنگ سیستانی به گروهی از ویژگی‌های متمایز فرهنگی مردم سیستانی گفته می‌شود و شامل ارزش‌های اجتماعی و هنجارهای موجود و همچنین دانش، اعتقادات، هنرها، قوانین، غذاها و آداب و رسومی می‌شود که در میان مردم سیستانی رواج دارد.